# Casa (Arkansas)
Casa é uma cidade  localizada no estado americano de Arkansas, no Condado de Perry.

## Demografia
Segundo o censo americano de 2000, a sua população era de 209 habitantes.
Em 2006, foi estimada uma população de 215, um aumento de 6 (2.9%).

## Geografia
De acordo com o United States Census Bureau, a localidade tem uma área de 2,8 km², sem área coberta por água. Casa localiza-se a aproximadamente 113 m acima do nível do mar.

## Localidades na vizinhança
O diagrama seguinte representa as localidades num raio de 24 km ao redor de Casa.